# Clifford Chance
Clifford Chance è una società multinazionale di studi legali, tra le prime sette al mondo per fatturato, con sede centrale nel grattacielo londinese di 10 Upper Bank Street a Canary Wharf e 34 uffici in 23 Paesi tra Europa, Americhe, Asia ed Oceania.
La società fa stabilmente parte dei cinque studi legali britannici d'élite formanti il cosiddetto Magic Circle, nonché del ristretto gruppo Global Elite di società legali globali di maggiore prestigio. All'interno del Magic Circle, a Clifford Chance spetta il primato assoluto in termini di fatturato complessivo (circa 2,05 miliardi di euro) e la seconda posizione in relazione al fatturato medio per avvocato (circa 831 000 €) e per socio (1,9 milioni di €).

## Storia

### Fondazione
Clifford Chance venne costituito nel 1987 per fusione degli studi Clifford Turner, fondato nel 1802, e Coward Chance, fondato nel 1900. Nessuna delle due società aveva goduto di eccezionale prestigio sino ad allora: la prima era stata coinvolta nel Panico del 1825, causato dai movimenti speculativi sugli investimenti in America Latina (tra cui quelli nello Stato inesistente di Poyais, inventato dal soldato scozzese Gregor MacGregor), e annoverava tra i suoi clienti più celebri l'uomo d'affari e politico Cecil Rhodes. La seconda società, invece, nel corso del XX secolo poteva contare su clienti come le società Dunlop e Imperial Airways nonché l'inventore Guglielmo Marconi, oltre ad aver fornito attività di consulenza al Governo laburista britannico sulle privatizzazioni nel periodo post-seconda guerra mondiale.
Avvenuta la fusione, a cavallo tra gli anni '80 e gli anni '90 l'azienda riuscì ad ampliare esponenzialmente le sue practice in Europa e in Asia, più che raddoppiando le sue dimensioni. Nel 1992, è divenuta la prima grande azienda legale non nordamericana ad esercitare nell'ordinamento giuridico statunitense. Nel 1999, lo studio ha ulteriormente rafforzato la sua presenza internazionale fondendosi con l'omologo tedesco Pünder, Volhard, Weber & Axster e con la società statunitense Rogers & Wells. Nel 2011, ha acquisito le società australiane Chang, Pistilli & Simmons e Cochrane Lishman Carson Luscombe con l'obiettivo di sviluppare la sua practice in Asia-Oceania, medesimo obiettivo alla base dell'inaugurazione, nel 2018, di un nuovo hub di innovazione nella città-Stato di Singapore. Clifford Chance ha quindi inaugurato il suo primo ufficio permanente nel continente africano nel febbraio 2012 a Casablanca, stesso anno in cui è diventata la prima azienda legale britannica a ricevere il permesso del ministero della giustizia della Corea del Sud ad aprire un ufficio nel Paese (a Seul).

### Situazione attuale

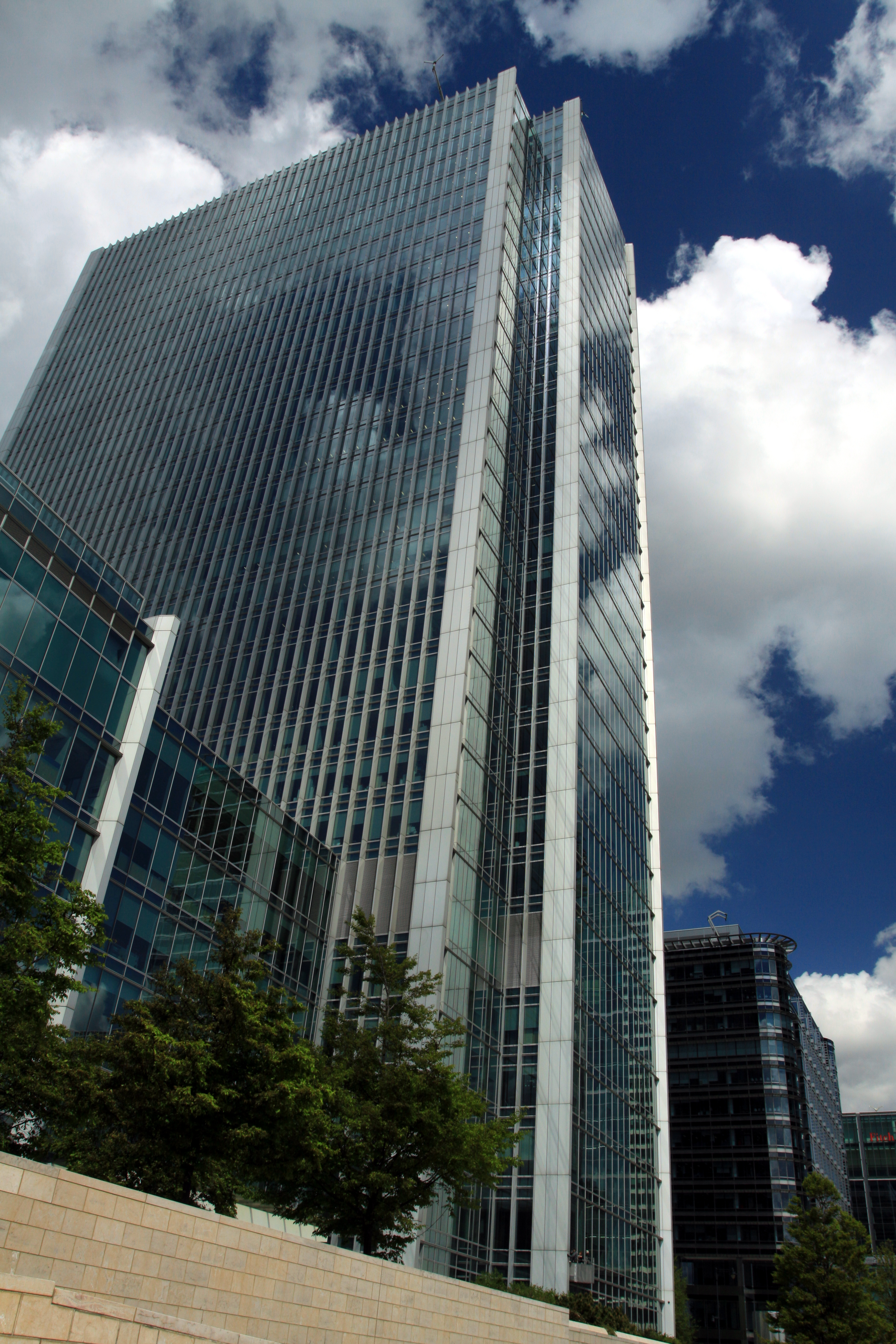
La sede principale di Clifford Chance a 10 Upper Bank Street

Oggi può contare su un team di circa 3 500 avvocati e ricavi totali pari a circa 2 miliardi di euro (al settimo posto mondiale, con una media di 1,9 milioni di euro per partner associato), che la qualificano tra i principali colossi legali in Europa e nel mondo.
I settori maggiormente seguiti sono:
- Diritto societario e M&A (Mergers & Acquisitions)
- Diritto finanziario e dei mercati di capitale
- Diritto tributario e fiscalità d'impresa
- Diritto amministrativo ed Antitrust
- Diritto del lavoro
- Diritto immobiliare

#### Uffici
Lo studio dispone di uffici nelle seguenti città:
- Londra (quartier-generale globale)
- Abu Dhabi
- Amsterdam
- Barcellona
- Bruxelles
- Bucarest
- Casablanca
- Dubai
- Düsseldorf
- Eschborn
- Francoforte
- Hong Kong
- Istanbul
- Lussemburgo
- Madrid
- Milano
- Monaco di Baviera
- Mosca
- Newcastle-upon-Tyne
- New York
- Nuova Delhi
- Parigi
- Pechino
- Perth
- Praga
- Roma
- San Paolo
- Seul
- Shanghai
- Singapore
- Sydney
- Tokyo
- Varsavia
- Washington

#### In Italia
La società è operativa in Italia dal 1993 attraverso gli studi legali associati di Roma (in Via Veneto) e Milano (in Via Broletto, a poca distanza da Piazza Cordusio), avendo preso parte, inter alia, al processo giuridico-economico di dismissione delle partecipazioni statali in Unicredit Banca di Roma, BNL, Alitalia e Gruppo Autostrade.
Nel 2019, il fatturato "italiano" complessivo è ammontato a 50 milioni di euro.